# Ballygowan Cup And Ring Marks

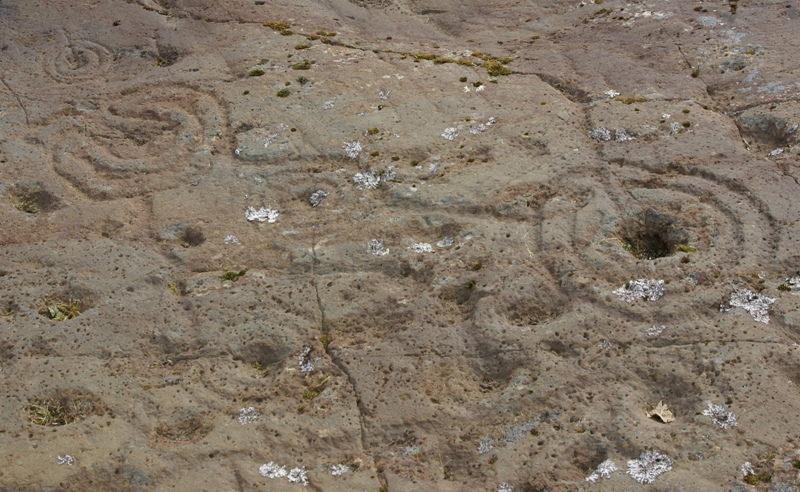
Detail.

De Ballygowan Cup And Ring Marks zijn rotskervingen uit de bronstijd, gelegen 1,6 kilometer ten zuidwesten van Kilmartin in Kilmartin Glen in de Schotse regio Argyll and Bute.

## Beschrijving
De Ballygowan Cup And Ring Marks dateren van 3000-2000 v. Chr. Een cup mark is een putje in de steen; een ring mark is een uitgehakte cirkel. De cup and ring marks zijn aangebracht op een enkel rotsvlak van 2,5 bij 2 meter met een stenen hamer.
De markeringen vormen een simpel patroon: de cups zijn omringd met een enkele of meerdere ringen; rechte gootjes verbinden de verschillende cups en rings.
Op het rotsvlak zijn 11 cups met ringen en 43 simpele cups aangebracht. Eén cup is voorzien van drie hoefijzervormige ringen.
In tegenstelling tot andere rotsvlakken met cup and ring marks zoals die van Cairnbaan overlappen de cups and ring marks op dit rotsvlak elkaar niet.

## Beheer
De Ballygowan Cup and Ring Marks worden beheerd door Historic Environment Scotland. Andere rotskervingen in de buurt zijn onder andere de Kilmichael Glassary Cup And Ring Marks en de Achnabreck Cup And Ring Marks.